# 최단시간 곡선

최단시간 곡선은 직선이나 다각형(파란색)이 아니라 사이클로이드 (빨간색)이다.

물리학 및 수학에서 최단시간 곡선( brachistochrone curve, 고대 그리스어: βράχιστος χρόνος (brákhistos khrónos) 최단 시간[*]) 또는 가장 빠른 하강 곡선은, 점 A 와 점 A 의 바로 아래에 있지 않으며 더 낮은 위치에 있는 점 B 사이의 평면상 곡선으로, 물체가 점 A와 점 B 사이를 균일한 중력장 하에서 마찰 없이 미끄러질 때 최단 시간에 이동할 수 있는 곡선이다. 이 문제는 1696년 요한 베르누이가 제기했다.
최단시간 곡선은 등시 곡선(tautochrone curve)과 같은 모양으로 둘 다 사이클로이드이다. 그러나 두 곡선에서 사용되는 사이클로이드의 부분은 다르며, 구체적으로 최단시간 곡선에서는 사이클로이드의 완전한 회전까지 사용할 수 있고(A와 B가 같은 높이에 있는 한계에서) 항상 첨점(cusp) 부분에서 시작한다. 반면에 등시 곡선 문제에서는 전반부의 회전 부위까지만 사용할 수 있고 항상 수평 부분에서 끝난다. 이 문제는 변분법 및 최적 제어(optimal control)의 도구를 사용하여 해결할 수 있다.
이 곡선은 물체의 질량과 곡선 부위에서의 중력의 강도와 무관하다. 곡선이 시작점 A 와 끝점 B에 맞도록 하는 하나의 매개변수만 선택된다. 물체에 A에서 초기 속도가 주어지거나 마찰이 고려되면, 최단시간 곡선은 등시 곡선(tautochrone cureve)과 상이하게 된다.

## 같이 보기
- 변분법
- 현수선
- 트로코이드
- 운동 방정식